# Olympische Jugend-Winterspiele 2012/Teilnehmer (Estland)
| Gelbes Symbol für Goldmedaillen mit stilisierten Olympischen Ringen | Graues Symbol für Silbermedaillen mit stilisierten Olympischen Ringen | Braundes Symbol für Bronzemedaillen mit stilisierten Olympischen Ringen |
| ------------------------------------------------------------------- | --------------------------------------------------------------------- | ----------------------------------------------------------------------- |
| —                                                                   | 2                                                                     | —                                                                       |

Estland nahm an den Olympischen Jugend-Winterspielen 2012 in Innsbruck mit 17 Athleten in sieben Sportarten teil.

## Sportarten

### Biathlon
| Athleten                                                 | Wettbewerb                         | Zeit (Schießfehler) | Rang   |
| -------------------------------------------------------- | ---------------------------------- | ------------------- | ------ |
| Jungen                                                   |                                    |                     |        |
| Tarvi Sikk                                               | 7,5 km Sprint                      | 21:29,5 min (2)     | 20     |
| Tarvi Sikk                                               | 10 km Verfolgung                   | 34:42,6 min (9)     | 34     |
| Rene Zahkna                                              | 7,5 km Sprint                      | 19:43,0 min (1)     | Silber |
| Rene Zahkna                                              | 10 km Verfolgung                   | 28:51,6 min (4)     | Silber |
| Mädchen                                                  |                                    |                     |        |
| Meril Beilmann                                           | 6 km Sprint                        | 19:46,6 min (3)     | 21     |
| Meril Beilmann                                           | 7,5 km Verfolgung                  | 33:00,3 min (6)     | 21     |
| Maarja Maranik                                           | 6 km Sprint                        | 19:58,7 min (3)     | 25     |
| Maarja Maranik                                           | 7,5 km Verfolgung                  | 34:22,9 min (9)     | 33     |
| Gemischt                                                 |                                    |                     |        |
| Maarja Maranik Meril Beilmann Tarvi Sikk Rene Zahkna     | Mixed-Staffel                      | 1:17:29,3 h (4+18)  | 8      |
| Meril Beilmann Kelly Vainlo Rene Zahkna Andreas Veerpalu | Mixed-Staffel Skilanglauf/Biathlon | 1:06:37,7 h (0+4)   | 8      |

### Curling
| Athleten                                            | Wettbewerb | Gruppenrunde | Gruppenrunde | Viertelfinale      | Viertelfinale      | Halbfinale         | Halbfinale         | Spiel um Bronze    | Spiel um Bronze    | Spiel um Bronze |
| Athleten                                            | Wettbewerb | Siege        | Niederlagen  | Gegner             | Ergebnis           | Gegner             | Ergebnis           | Gegner             | Ergebnis           | Rang            |
| --------------------------------------------------- | ---------- | ------------ | ------------ | ------------------ | ------------------ | ------------------ | ------------------ | ------------------ | ------------------ | --------------- |
| Gemischt                                            |            |              |              |                    |                    |                    |                    |                    |                    |                 |
| Robert Päll, Marie Turmann, Sander Rõuk, Kerli Zirk | Team       | 1            | 6            | nicht qualifiziert | nicht qualifiziert | nicht qualifiziert | nicht qualifiziert | nicht qualifiziert | nicht qualifiziert | 15              |

### Eiskunstlauf
| Athleten                             | Wettbewerb | Kurzprogramm | Kurzprogramm | Free Skating/Dance | Free Skating/Dance | Gesamt | Gesamt |
| Athleten                             | Wettbewerb | Punkte       | Rang         | Punkte             | Rang               | Punkte | Rang   |
| ------------------------------------ | ---------- | ------------ | ------------ | ------------------ | ------------------ | ------ | ------ |
| Mädchen                              |            |              |              |                    |                    |        |        |
| Sindra Kriisa                        | Einzel     | 34,43        | 13           | 58,00              | 15                 | 92,43  | 15     |
| Paar                                 |            |              |              |                    |                    |        |        |
| Andrei Davõdov Victoria-Laura Lohmus | Eistanz    | 26,67        | 12           | 44,11              | 10                 | 70,78  | 12     |

### Nordische Kombination
| Athleten       | Wettbewerb                    | Skispringen | Skispringen | Skispringen   | Langlauf    | Langlauf |
| Athleten       | Wettbewerb                    | Punkte      | Rang        | Zeitrückstand | Zeit        | Rang     |
| -------------- | ----------------------------- | ----------- | ----------- | ------------- | ----------- | -------- |
| Jungen         |                               |             |             |               |             |          |
| Kristjan Ilves | Normalschanze / 5 km Langlauf | 124,5       | 8           | 0:52 min      | 27:42,9 min | 7        |

### Ski Alpin
| Athleten   | Wettbewerb   | Durchgang 1 | Durchgang 2        | Gesamt             | Gesamt             |
| Athleten   | Wettbewerb   | Zeit        | Zeit               | Zeit               | Rang               |
| ---------- | ------------ | ----------- | ------------------ | ------------------ | ------------------ |
| Jungen     |              |             |                    |                    |                    |
| Tonis Luik | Super-G      |             |                    | 1:09,00 min        | 28                 |
| Tonis Luik | Riesenslalom | 59,72 s     | 55,80 s            | 1:55,52 min        | 9                  |
| Tonis Luik | Slalom       | 42,45 s     | 40,97 s            | 1:23,42 min        | 14                 |
| Tonis Luik | Kombination  | 1:06,98 min | DSQ                | —                  | —                  |
| Mädchen    |              |             |                    |                    |                    |
| Triin Tobi | Super-G      |             |                    | DNF                | DNF                |
| Triin Tobi | Riesenslalom | 1:03,49 min | 1:03,18 min        | 2:06,67 min        | 27                 |
| Triin Tobi | Slalom       | 46,74 s     | 42,73 s            | 1:29,47 min        | 14                 |
| Triin Tobi | Kombination  | DNF         | nicht qualifiziert | nicht qualifiziert | nicht qualifiziert |

### Skilanglauf
| Athleten         | Wettbewerb      | Qualifikation | Qualifikation | Viertelfinale | Viertelfinale | Halbfinale         | Halbfinale         | Finale             | Finale             |
| Athleten         | Wettbewerb      | Zeit          | Rang          | Zeit          | Rang          | Zeit               | Rang               | Zeit               | Rang               |
| ---------------- | --------------- | ------------- | ------------- | ------------- | ------------- | ------------------ | ------------------ | ------------------ | ------------------ |
| Jungen           |                 |               |               |               |               |                    |                    |                    |                    |
| Andreas Veerpalu | 10 km klassisch |               |               |               |               |                    |                    | 30:42,2 min        | 8                  |
| Andreas Veerpalu | Sprint          | 1:47,87 min   | 20            | 1:48,0 min    | 3             | nicht qualifiziert | nicht qualifiziert | nicht qualifiziert | nicht qualifiziert |
| Mädchen          |                 |               |               |               |               |                    |                    |                    |                    |
| Kelly Vainlo     | 5 km klassisch  |               |               |               |               |                    |                    | 16:40,1 min        | 21                 |
| Kelly Vainlo     | Sprint          | 2:11,62 min   | 30            | 2:07,3 min    | 5             | nicht qualifiziert | nicht qualifiziert | nicht qualifiziert | nicht qualifiziert |

### Skispringen
| Athleten   | Wettbewerb    | Erste Runde | Erste Runde | Finale | Finale | Gesamt | Gesamt |
| Athleten   | Wettbewerb    | Weite       | Punkte      | Weite  | Punkte | Punkte | Rang   |
| ---------- | ------------- | ----------- | ----------- | ------ | ------ | ------ | ------ |
| Jungen     |               |             |             |        |        |        |        |
| Rauno Loit | Normalschanze | 65,5 m      | 103,5       | 65,5 m | 105,5  | 207,0  | 13     |